# Carlos Mayor
Carlos Alberto Mayor (* 5. Oktober 1965 in Buenos Aires) ist ein ehemaliger argentinischer Fußballspieler und -trainer. Größter Erfolg des Abwehrspielers war der Gewinn der Copa Libertadores 1985.

## Karriere

### Spieler
Carlos Mayor begann seine Profikarriere 1985 bei den Argentinos Juniors, wo er bereits in der Jugend gespielt hatte. In diesem Jahr feierte er auch gleichzeitig mit dem Gewinn der argentinischen Meister und der Copa Libertadores 1985 die wichtigsten Titel seiner Karriere. Im Finale der Copa Libertadores gegen América de Cali wurde er im Entscheidungsspiel, das die Juniors nach Elfmeterschießen gewannen, eingewechselt. Insgesamt lief Mayor sechs Jahre für den Verein auf. Außer für weitere Klubs aus seiner Heimat war er 1993 bei Deportes Iquique in Chile und von 1994 bis 1996 bei Avispa Fukuoka in Japan aktiv. Seine Karriere beendete er 2000 bei Deportivo Español in Argentinien.

### Nationalmannschaft
Mayor nahm 1988 mit der argentinischen Olympiaauswahl an den Olympischen Spielen in Seoul teil. Argentinien scheiterte im Viertelfinale am späteren Silbermedaillengewinner Brasilien.

### Trainer
Mayor begann seine Trainerkarriere in der Jugend der Argentinos Juniors und wurde 2012 Interimstrainer der Profimannschaft. Anschließend trainierte er weitere Klubs in den argentinischen Profiligen, darunter mehrmals Almagro. 2017 kehrte er für ein Engagement bei Renofa Yamaguchi nach Japan zurück. 2021 bis 2023 war er bei den Drittligisten Olimpo und Santamarina als Trainer aktiv. Seit April 2023 trainiert Mayor die Defensores de Belgrano in der zweiten argentinischen Liga.

## Erfolge
Argentinos Juniors
- Argentinischer Meister: 1985
- Copa-Libertadores-Sieger: 1985
- Copa-Interamericana-Sieger: 1986